# 油麻地站少女跳軌傳說
油麻地站少女跳軌傳說，是指1981年流傳一名少女於香港地鐵油麻地站跳軌傳言並引致之後出現一系列相關都市傳說之事件。。

## 事件經過
1981年11月10日下午，一列中環往觀塘方向的列車駛入油麻地站時，車長及月台上部份乘客均看見一名身穿校服的少女跳軌（當時車站尚未安裝幕門）。當時月台上的乘客目擊情況並大叫司機停車，司機雖有即時拉剎車掣，但列車仍然滑行，大部分人均認為該少女被捲入車底。其後警察與消防人員到場搜救，地鐵（港鐵公司前身）亦暫停佐敦站至旺角站之間之服務。搜索一小時後，路軌完全不尋血跡、屍體或者其他意外迹象，吊起列車後亦沒有發現。
後來事件被列作誤報。地鐵發言人指，涉事車長健康良好，精神狀況無問題。

## 鬧鬼傳言
由於當時車長與乘客均有目擊，有人認為墮軌者為靈體，令車長及乘客「集體撞邪」，亦有說法指一女學生看到一個與自己一樣的人墮軌，之後嚇得立刻乘坐九巴回家，幾日後因病身亡，形容為「死亡預告」。

## 真相
2019年3月，傳媒人馮睎於自己專欄寫文提及事件，並於Facebook分享文章，之後有兩名表示認識女事主之人稱，事主並未過世，當年生產後懷疑患上躁鬱症，因當時身穿白衣跳軌而被誤以為其為學生，之後事主躲到路軌中間而沒有被車撞過，並返回月台離開。事主於事發之後皈依基督教，直至2019年仍在人世，生活平凡安穩。